# Thomas Egger
Thomas Egger, né le 15 août 1967 à Viège (originaire de Goldach), est une personnalité politique suisse, membre du parti chrétien-social haut-valaisan. Il est conseiller national de juin 2017 à 2019.

## Biographie
Après son école primaire à Viège, il obtient une maturité en économie au collège Spiritus Sanctus de Brig. Il étudie ensuite la science politique et la géographie à l’Université de Zurich. 
Il est président du Groupement suisse pour les régions de montagne. En 2017, à la suite de l’élection de Roberto Schmidt au Conseil d'État, il remplace ce dernier au Conseil national. Il y est membre de la Commission des finances et fait partie du groupe parlementaire démocrate-chrétien. Candidat à sa réélection en 2019, il ne parvient pas à conserver le siège de son parti et se voit remplacé par le Vert Christophe Clivaz.
Il est célibataire, vit à Viège et a le grade de capitaine à l’armée. 